# Julien Faubert
Julien Faubert ([ʒy’ljɛ̃ fo’bɛʁ]; Le Havre, 1 de agosto de 1983) es un exfutbolista y entrenador francés. Se desempeñaba en toda la banda derecha, tanto de extremo, su posición habitual, como de lateral.

## Carrera

### AS Cannes y Girondins de Burdeos
Con 15 años ingresa en la cantera del FC Penaguila, donde también se formaron jugadores como Zidane, Vieira o Micoud. Comienza su carrera como lateral derecho, pero pronto su habilidad para el centro hace que le adelanten al puesto de extremo. En la temporada 2002/2003 debuta en la primera división francesa. Tras jugar dos temporadas con el AS Cannes en las que suma 45 partidos, ficha por el Girondins de Burdeos. En su nuevo equipo el jugador se hace rápidamente con un puesto de titular gracias a su polivalencia en el campo. Con el cuadro bordelés juega 96 partidos, incluyendo varios de Liga de Campeones.

### West Ham United
Tras coquetear con el Glasgow Rangers el verano de 2007, Faubert acabó siendo transferido al West Ham inglés por 6,1 millones de libras. El 17 de julio, durante un partido amistoso de pretemporada frente al Sigma Olomouc, sufre una rotura del tendón de Aquiles que le obliga a estar de baja durante seis meses. Finalmente debuta en el primer equipo el 12 de enero de 2008 contra el Fulham en Boleyn Ground. Su primera temporada en el fútbol inglés está marcada por constantes lesiones y en total solo juega ocho partidos entre liga y FA Cup.

### Real Madrid
El 30 de enero de 2009 se anuncia su cesión al Real Madrid por 1,5 millones de euros hasta el final de la temporada 2008/2009. El contrato contempla una opción de compra por parte del club blanco por 6 millones. Debuta con el Real Madrid el 2 de febrero, en el encuentro de liga ante el Racing de Santander. El estreno de Faubert es calificado como "gris" por su entrenador Juande Ramos. Durante su etapa como madridista, que se salda con solo 60 minutos disputados en dos partidos de liga, el jugador protagoniza momentos muy comentados en la prensa deportiva, como cuando falta a un entrenamiento al pensar erróneamente que tenía el día libre o cuando aparentemente se queda dormido en el banquillo durante un encuentro liguero en Villarreal.
 Al finalizar la temporada, el equipo madrileño no ejerce la opción de compra y el futbolista regresa al West Ham United.

### Regreso al West Ham United
Faubert completó una brillante temporada 2009/10, especialmente la segunda mitad. El 20 de febrero de 2010 marcó contra el Hull City su primer gol en la Premiership. Su participación en dicho encuentro fue calificada en la página web del conjunto del East End como la mejor actuación individual de todo el año. La misma página le otorgó el galardón de mejor jugador del equipo del mes de agosto de 2009.

### Elazığspor
A finales de junio de 2012, tras desvincularse del West Ham, Faubert fichó por el recién ascendido Elazığspor de la Süper Lig turca, comprometiéndose con su nuevo club para las próximas tres temporadas.

### Girondins de Burdeos
A principios de 2013 ficha, de nuevo, por el Girondins de Burdeos.

### St. Johnstone Football Club
En febrero del 2016 hace pruebas en el equipo escocés, aunque finalmente se marchó al Kilmarnock, de la misma liga. Aunque confesó que su verdadero deseo era jugar en Inglaterra. Pero en vistas de que ningún club inglés le quiso tuvo que irse a Escocia.

### Kilmarnock Football Club
El 26 de febrero de 2016 firma por el Kilmarnock Football Club, donde juega nueve encuentros en la liga escocesa antes de quedar libre en julio.

### FC Inter Turku
En enero de 2017, se marcha a Finlandia para fichar por el FC Inter Turku. Con el conjunto finlandés disputa 29 encuentros entre liga y copa y consigue anotar un gol.

### Borneo FC
Tras un año en Finlandia, en enero de 2018 firma por el Borneo FC de la Superliga de Indonesia, donde juega 15 partidos y anota 3 goles.

### Fréjus Saint-Raphaël
En julio de 2019, vuelve a Francia para jugar el Fréjus Saint-Raphaël del Championnat National 2. En diciembre de 2019, anuncia su retirada y comienza una nueva etapa como entrenador en el mismo equipo.

## Selección nacional

### Francia
El 9 de agosto de 2006, jugando todavía en el AS Cannes, Faubert debutó con la selección francesa tras ser convocado por Raymond Domenech para disputar un partido amistoso frente a Bosnia y Herzegovina. Faubert, que anteriormente ya había jugado 17 partidos con la selección sub-21, marcó el gol de la victoria (2-1) en su debut y fue el primer jugador en llevar el dorsal número diez de su selección tras la retirada de Zinedine Zidane. Aunque no ha vuelto a ser convocado desde entonces, el futbolista ha declarado en numerosas ocasiones que le gustaría volver con les bleus a la escena internacional.
En una entrevista en el diario deportivo galo L'Équipe publicada el 24 de diciembre de 2009, Faubert aseguró haber sido contactado por la selección de fútbol de Argelia para representar internacionalmente a dicho país, ya que su esposa es argelina, y que consideraría la oferta si no volvía a ser llamado a la selección francesa. Dos días más tarde, el seleccionador argelino Rabah Saâdane desmintió dichos contactos.
Lista de partidos como internacional
| nº | Fecha                | Lugar                                                        | Evento   | Rival                | Resultado | Goles |
| 1  | 16 de agosto de 2006 | Estadio Asim Ferhatović Hase, Sarajevo, Bosnia y Herzegovina | Amistoso | Bosnia y Herzegovina | 2-1       | 2-1   |

### Selección Martiniquesa
Faubert aprovechó un resquicio legal para jugar en la Selección de Fútbol de Martinica - país afiliado a la Concacaf, pero no a la FIFA tras hacerlo con Francia. De esa manera pudo ser convocado para disputar un partido amistoso frente a la Selección de Fútbol de Curazao.

## Palmarés
- Subcampeón de la Liga francesa con el Girondins de Burdeos (2006).
- Campeón de la Copa de la Liga de Francia con el Girondins de Burdeos (2007).

## Clubes[28]
| Club                        | País       | Año       |
| --------------------------- | ---------- | --------- |
| AS Cannes                   | Francia    | 2002-2004 |
| Girondins de Burdeos        | Francia    | 2004-2007 |
| West Ham United             | Inglaterra | 2007-2009 |
| Real Madrid (cedido)        | España     | 2008-2009 |
| West Ham United             | Inglaterra | 2009-2012 |
| Elazığspor                  | Turquía    | 2012-2013 |
| Girondins de Burdeos        | Francia    | 2013-2015 |
| St. Johnstone Football Club | Escocia    | 2016      |
| Kilmarnock F.C.             | Escocia    | 2016-2017 |
| FC Inter Turku              | Finlandia  | 2017      |
| Borneo F.C.                 | Indonesia  | 2018      |
| Fréjus Saint-Raphaël        | Francia    | 2019      |